# Bärbel Jung
Bärbel Jung (⚭ Petzold) ist eine ehemalige deutsche Fußballspielerin.

## Karriere
Jung gehörte dem TuS Wörrstadt als Abwehrspielerin an, mit dem sie am 8. September 1974 im Mainzer Bruchwegstadion das erste Finale um die Deutsche Meisterschaft bestritt. Die vom Bonner Schiedsrichter Walter Eschweiler geleitete Begegnung mit der DJK Eintracht Erle wurde mit 4:0 gewonnen. Ihr zweites Finale – nunmehr als Bärbel Petzold – bestritt sie mit ihrer Mannschaft um den nationalen Vereinspokal am 2. Mai 1981 im Stuttgarter Neckarstadion bei der 0:5-Niederlage gegen die SSG 09 Bergisch Gladbach.

## Erfolge
- Deutscher Meister 1974
- DFB-Pokal-Finalist 1981